# Kis-My-Ft2
Kis-My-Ft2 ist eine japanische Boygroup, die von Johnny & Associates entwickelt wurde.

## Geschichte
Kis-My-Ft2 begannen ihre Karriere offiziell im Juli 2005 mit acht Gründungsmitgliedern: Hiromitsu Kitayama, Taisuke Fujigaya, Wataru Yoko, Kyohei Ida (alle vier ex. Kis-My-Ft,), Toshiya Miyata, Kento Senga, Takashi Nikaido und Yuta Tamamori. Sie wurden alle aus Johnny’s Juniors-Gruppen ausgewählt. Ihr Debüt war im Jahr 2011 mit der Single Everybody Go bei dem Label avex, die sich einige Wochen auf dem ersten Platz der Oricon-Charts befand.
Bis November 2019 veröffentlichte die Boygroup 9 Alben und 25 Singles, die alle den Platz 1 in den Oricon-Charts erreichten.

## Name
Der Bandname ist ein Akronym aus den Anfangsbuchstaben der Nachnamen der Gründungsmitglieder (Kitayama, Iida, Senga, Miyata, Yoko, Fujigaya, Tamamori, Nikaido). Da Iida 2006 die Gruppe verließ, wurde das I im Bandnamen offiziell durch die Erweiterung der Anfangsbuchstaben von Kitayama ersetzt.

## Mitglieder
| Akronym | Name             | Japanisch  | Geburtsdatum       | Geburtsort |
| ------- | ---------------- | ---------- | ------------------ | ---------- |
| s       | Kento Senga      | 千賀健永   | 23. März 1991      | Aichi      |
| M       | Toshiya Miyata   | 宮田俊哉   | 14. September 1988 | Kanagawa   |
| y       | Wataru Yoko      | 横尾渉     | 16. Mai 1986       | Kanagawa   |
| F       | Taisuke Fujigaya | 藤ヶ谷太輔 | 25. Juni 1987      | Kanagawa   |
| t       | Yuta Tamamori    | 玉森裕太   | 17. März 1990      | Tokio      |
| 2       | Takashi Nikaido  | 二階堂高嗣 | 6. August 1990     | Tokio      |

### Ehemalige Mitglieder
| Akronym | Name               | Japanisch | Geburtsdatum       | Geburtsort |
| ------- | ------------------ | --------- | ------------------ | ---------- |
| i       | Kyohei Iida        | 飯田恭平  | 18. November 1987  | Tokio      |
| Ki      | Hiromitsu Kitayama | 北山宏光  | 17. September 1985 | Kanagawa   |

## Diskografie

### Studioalben
| Jahr | Titel           | Höchstplatzierung, Gesamtwochen, AuszeichnungChartsChartplatzierungen (Jahr, Titel, Platzierungen, Wochen, Auszeichnungen, Anmerkungen) | Anmerkungen                          |
| Jahr | Titel           | JP | Anmerkungen                          |
| ---- | --------------- | --- | ------------------------------------ |
| 2012 | Kis-My-1st      | JP1 Platin · (78 Wo.)JP | Erstveröffentlichung: 28. März 2012  |
| 2013 | Good Ikuze!     | JP1 Platin · (52 Wo.)JP | Erstveröffentlichung: 27. März 2013  |
| 2014 | Kis-My-Journey  | JP1 Platin · (23 Wo.)JP | Erstveröffentlichung: 2. Juli 2014   |
| 2015 | Kis-My-World    | JP1 Platin · (22 Wo.)JP | Erstveröffentlichung: 1. Juli 2015   |
| 2016 | I Scream        | JP1 Platin · (18 Wo.)JP | Erstveröffentlichung: 22. Juni 2016  |
| 2017 | Music Colosseum | JP1 Platin · (17 Wo.)JP | Erstveröffentlichung: 3. Mai 2017    |
| 2018 | Yummy!!         | JP1 Platin · (13 Wo.)JP | Erstveröffentlichung: 25. April 2018 |
| 2019 | Free Hugs       | JP1 Gold · (13 Wo.)JP | Erstveröffentlichung: 24. April 2019 |
| 2020 | To-y2           | JP1 Gold · (36 Wo.)JP | Erstveröffentlichung: 25. März 2020  |
| 2024 | Synopsis        | JP1 Gold · (20 Wo.)JP | Erstveröffentlichung: 8. Mai 2024    |

### Kompilationen
| Jahr | Titel              | Höchstplatzierung, Gesamtwochen, AuszeichnungChartsChartplatzierungen (Jahr, Titel, Platzierungen, Wochen, Auszeichnungen, Anmerkungen) | Anmerkungen                           |
| Jahr | Titel              | JP | Anmerkungen                           |
| ---- | ------------------ | --- | ------------------------------------- |
| 2014 | Hit! Hit! Hit!     | JP1 Platin · (44 Wo.)JP | Erstveröffentlichung: 26. März 2014   |
| 2021 | Best of Kis-My-Ft2 | JP1 Platin · (42 Wo.)JP | Erstveröffentlichung: 10. August 2021 |

### EPs
| Jahr | Titel   | Höchstplatzierung, Gesamtwochen, AuszeichnungChartsChartplatzierungen (Jahr, Titel, Platzierungen, Wochen, Auszeichnungen, Anmerkungen) | Anmerkungen                        |
| Jahr | Titel   | JP | Anmerkungen                        |
| ---- | ------- | --- | ---------------------------------- |
| 2025 | Magfact | JP— PlatinJP | Erstveröffentlichung: 21. Mai 2025 |

### Singles
| Jahr | Titel Album                                                         | Höchstplatzierung, Gesamtwochen, AuszeichnungChartsChartplatzierungen (Jahr, Titel, Album, Platzierungen, Wochen, Auszeichnungen, Anmerkungen) | Anmerkungen                              |
| Jahr | Titel Album                                                         | JP | Anmerkungen                              |
| ---- | ------------------------------------------------------------------- | --- | ---------------------------------------- |
| 2011 | Everybody Go Kis-My-1st                                             | JP1 Platin · (35 Wo.)JP | Erstveröffentlichung: 10. August 2011    |
| 2011 | We never give up! Kis-My-1st                                        | JP1 Platin · (67 Wo.)JP | Erstveröffentlichung: 14. Dezember 2011  |
| 2012 | She! Her! Her! Kis-My-1st                                           | JP1 Platin · (39 Wo.)JP | Erstveröffentlichung: 21. März 2012      |
| 2012 | Wanna Beeee!!! / Shake It Up Good Ikuze!                            | JP1 Platin · (61 Wo.)JP | Erstveröffentlichung: 15. August 2012    |
| 2012 | Ainobito Good Ikuze!                                                | JP1 Platin · (39 Wo.)JP | Erstveröffentlichung: 14. November 2012  |
| 2013 | My Resistance (Tashika na Mono) / Unmei Girl Good Ikuze!            | JP1 Platin · (37 Wo.)JP | Erstveröffentlichung: 13. Februar 2013   |
| 2013 | Ki.Su.U.Ma.I (Kiss Your Mind) / SOS (Smile On Smile) Hit! Hit! Hit! | JP1 Platin · (46 Wo.)JP | Erstveröffentlichung: 27. März 2013      |
| 2013 | Kimi to no Kiseki Hit! Hit! Hit!                                    | JP1 Platin · (23 Wo.)JP | Erstveröffentlichung: 14. August 2013    |
| 2013 | Snow Dome no Yakusoku / Luv Sick Hit! Hit! Hit!                     | JP1 Platin · (22 Wo.)JP | Erstveröffentlichung: 13. November 2013  |
| 2014 | Hikari no Signal Kis-My-Journey                                     | JP1 Platin · (14 Wo.)JP | Erstveröffentlichung: 5. März 2014       |
| 2014 | Another Future Kis-My-World                                         | JP1 Platin · (22 Wo.)JP | Erstveröffentlichung: 13. August 2014    |
| 2014 | Thank you Jan! Kis-My-World                                         | JP1 ×2Doppelplatin · (17 Wo.)JP | Erstveröffentlichung: 24. Dezember 2014  |
| 2015 | Kiss Damashii Kis-My-Journey                                        | JP1 Platin · (16 Wo.)JP | Erstveröffentlichung: 25. März 2015      |
| 2015 | AAO I Scream                                                        | JP1 Gold · (14 Wo.)JP | Erstveröffentlichung: 14. Oktober 2015   |
| 2015 | Saigo mo Yappari Kimi I Scream                                      | JP1 Gold · (14 Wo.)JP | Erstveröffentlichung: 11. November 2015  |
| 2016 | Gravity I Scream                                                    | JP1 Platin · (17 Wo.)JP | Erstveröffentlichung: 16. März 2016      |
| 2016 | Sha La La Summer Time Music Colosseum                               | JP1 Platin · (10 Wo.)JP | Erstveröffentlichung: 24. August 2016    |
| 2017 | Inter (Tonight / Kiminoirusekai / Seven Wishes) Music Colosseum     | JP1 Platin · (13 Wo.)JP | Erstveröffentlichung: 1. März 2017       |
| 2017 | Pick It Up Yummy!!                                                  | JP1 Gold · (20 Wo.)JP | Erstveröffentlichung: 7. Juni 2017       |
| 2017 | Akai Kajitsu Yummy!!                                                | JP1 Gold · (10 Wo.)JP | Erstveröffentlichung: 29. November 2017  |
| 2018 | Love Free Hugs!                                                     | JP1 Gold · (19 Wo.)JP | Erstveröffentlichung: 11. Juli 2018      |
| 2018 | Kimi, Boku Free Hugs!                                               | JP1 Gold · (17 Wo.)JP | Erstveröffentlichung: 3. Oktober 2018    |
| 2019 | Kimi o Daisuki da Free Hugs!                                        | JP1 Platin · (36 Wo.)JP | Erstveröffentlichung: 6. Februar 2019    |
| 2019 | Hands Up To-y2                                                      | JP1 Gold · (12 Wo.)JP | Erstveröffentlichung: 10. Juli 2019      |
| 2019 | Edge of Days To-y2                                                  | JP1 Gold · (27 Wo.)JP | Erstveröffentlichung: 13. November 2019  |
| 2020 | Endless Summer Best of Kis-My-Ft2                                   | JP1 Gold · (25 Wo.)JP | Erstveröffentlichung: 16. September 2020 |
| 2021 | Luv Bias Best of Kis-My-Ft2                                         | JP1 Platin · (52 Wo.)JP | Erstveröffentlichung: 24. Februar 2021   |
| 2021 | Fear / So Blue Synopsis                                             | JP1 Gold · (30 Wo.)JP | Erstveröffentlichung: 15. September 2021 |
| 2022 | Two as One Synopsis                                                 | JP1 Platin · (21 Wo.)JP | Erstveröffentlichung: 17. August 2022    |
| 2022 | Omoibana Synopsis                                                   | JP1 Platin · (14 Wo.)JP | Erstveröffentlichung: 14. Dezember 2022  |
| 2024 | Heartbreaker / C‘monova Synopsis                                    | JP1 Platin · (14 Wo.)JP | Erstveröffentlichung: 3. Januar 2024     |
| 2025 | Curtain Call Synopsis                                               | JP1 Gold · (6 Wo.)JP | Erstveröffentlichung: 8. Januar 2025     |

### Videoalben
| Jahr | Titel                                                                            | Höchstplatzierung, Gesamtwochen, AuszeichnungChartsChartplatzierungen (Jahr, Titel, Platzierungen, Wochen, Auszeichnungen, Anmerkungen) | Anmerkungen                             |
| Jahr | Titel                                                                            | JP | Anmerkungen                             |
| ---- | -------------------------------------------------------------------------------- | --- | --------------------------------------- |
| 2011 | Kis-My-Ft ni Aeru de Show Vol. 3 at Kokuritsu Yoyogi Daiichi Taiikukan 2011.2.12 | JP2 Gold · (143 Wo.)JP | Erstveröffentlichung: 26. Oktober 2011  |
| 2011 | Kis-My-Ft2 Debut Tour 2011 Everybody Go at Yokohama Arena                        | JP1 (135 Wo.)JP | Erstveröffentlichung: 26. Oktober 2011  |
| 2012 | Kis-My-Mint Tour at Tokyo Dome 2012.4.8                                          | JP1 Gold · (122 Wo.)JP | Erstveröffentlichung: 20. Juni 2012     |
| 2013 | Yoshio: New Member                                                               | JP1 (38 Wo.)JP | Erstveröffentlichung: 27. März 2013     |
| 2014 | Snow Dome no Yakusoku in Tokyo Dome 2013.11.16                                   | JP1 Gold · (50 Wo.)JP | Erstveröffentlichung: 29. Januar 2014   |
| 2015 | 2014 Concert Tour Kis-My-Journey                                                 | JP1 Platin · (39 Wo.)JP | Erstveröffentlichung: 4. Februar 2015   |
| 2016 | 2015 Concert Tour Kis-My-World                                                   | JP1 Platin · (40 Wo.)JP | Erstveröffentlichung: 20. Januar 2016   |
| 2016 | Concert Tour 2016 I Scream                                                       | JP1 Platin · (37 Wo.)JP | Erstveröffentlichung: 21. Februar 2016  |
| 2018 | Live Tour 2017 Music Colosseum                                                   | JP1 Gold · (28 Wo.)JP | Erstveröffentlichung: 31. Januar 2018   |
| 2018 | Live Tour 2018 Yummy!! you&me                                                    | JP1 Gold · (75 Wo.)JP | Erstveröffentlichung: 28. November 2018 |
| 2019 | Live Tour 2019 Free Hugs!                                                        | JP1 Gold · (47 Wo.)JP | Erstveröffentlichung: 11. Dezember 2019 |
| 2021 | Kis-My-Ft2 Live Tour 2020 To-y2                                                  | JP1 Gold · (29 Wo.)JP | Erstveröffentlichung: 20. Januar 2021   |
| 2021 | Live Tour 2021 Home                                                              | JP1 Gold · (51 Wo.)JP | Erstveröffentlichung: 15. Dezember 2021 |
| 2023 | Kis-My-Ft (に逢える) de Show 2022 in Dome                                        | JP1 Gold · (33 Wo.)JP | Erstveröffentlichung: 1. März 2023      |
| 2024 | Kis-My-Ft2 -For dear life-                                                       | JP1 (20 Wo.)JP | Erstveröffentlichung: 7. August 2024    |

### Auszeichnungen für Musikverkäufe
Anmerkung: Auszeichnungen in Ländern aus den Charttabellen bzw. Chartboxen sind in ebendiesen zu finden.
| Land/RegionAuszeichnungen für Musikverkäufe (Land/Region, Auszeichnungen, Verkäufe, Quellen) | Gold       | Platin       | Verkäufe   | Quellen    |
| -------------------------------------------------------------------------------------------- | ---------- | ------------ | ---------- | ---------- |
| Japan (RIAJ)                                                                                 | 23× Gold23 | 35× Platin35 | 11.050.000 | riaj.or.jp |
| Insgesamt                                                                                    | 23× Gold23 | 35× Platin35 |            |            |